# 時俠
時俠（Hourman 或 Hour-Man）是DC漫畫出版的漫畫中出現的三個不同的虛構超級英雄的名字。原版的小時俠由作家肯·費奇（Ken Fitch）和畫家伯納德·貝利（Bernard Baily）在《冒險漫畫》第48期（1940年3月）創造，這是在漫畫書的黃金時代 。第一代時俠是化學家雷克斯·泰勒（Rex Tyler），他創造了一種新的合成物 "Miraclo"，這種物質能賦予他超強的力量和耐力，但只有一小時的效力。
雷克斯·泰勒首次真人亮相是在CW劇集《明日傳奇》的第一季結局中，由派屈克·J·亞當斯（Patrick J. Adams）飾演。雷克斯和瑞克·泰勒也出現在DC宇宙的劇集《逐星女 (電視劇)》中，分別由小盧·費里尼奧（Lou Ferrigno Jr.）和卡梅倫·格爾曼（Cameron Gellman）飾演。

## 出版歷史

### 雷克斯·泰勒 (Rex Tyler)
原版時俠是雷克斯·泰勒 (Rex Tyler)，他出現在漫畫書的黃金時代，也是美國正義協會的創始成員。

### 瑞克·泰勒 Rick Tyler
雷克斯的兒子瑞克泰勒在無限地球危機期間繼承了時俠的衣缽。瑞克吞下了一些他父親的奇蹟藥丸，以幫助他拯救被困在燃燒的醫院中的人們。在 Infinity, Inc.（一支主要由其他 JSA 成員的孩子組成的團隊）工作了幾年後，Rick 開始像他父親一樣對 Miraclo 上癮。在離開團體後，他病重地度過了很多年，直到阿瑪佐冒充機器人時俠的未來化身，治癒了他的奇蹟癮。在戰勝了內心的惡魔並恢復了健康後，瑞克在“偷雷”劇情中加入了 JSA，成為一小群自由戰士。機器人給了他一個裝滿快子的沙漏，讓瑞克能夠隨機看到一小時後的未來。作為第二件禮物，瑞克可以在雷克斯去世前的一個被稱為時間點的超凡脫俗的維度中拜訪他的父親，時間點被凍結在時間裡。有一次，瑞克在戰鬥中受了重傷，為了保住性命，他與父親交換了位置。被稱為第三個時俠的機器人泰勒帶著雷克斯和其他一些 JSA 成員前往時間點來拯救瑞克的生命。就在午夜醫生和泰勒治癒瑞克的傷勢時，分配給雷克斯的一小時時間結束了。父子倆為誰將在與 Exant 的戰鬥中死去而爭論不休。最終，機器人泰勒取代了雷克斯的位置，並在瑞克和雷克斯返回地球時被摧毀。 Rick 再次以 Hourman 的身份活躍，並且是 JSA 的活躍成員。他與傑西·錢伯斯結婚。

### 馬修·泰勒
在 853 世紀，另一個時俠（Hourman），一個以雷克斯·泰勒（Rex Tyler）的DNA為模型的機器人，曾在正義聯盟和正義協會服役過一段時間。他常常認為自己是雷克斯，也是雷克斯的後代。他最初擁有被稱為「沃洛戈格」的時間操縱宇宙神器，但在Snapper Carr的建議下，他放棄了它的大部分力量，並開始學習如何成為人類。在未能阻止現存逃離戰鬥後，霍曼退出了 JSA 並開始穿越時間流，當他收到來自 JSA 的求救信號時返回。如上所述，據信他已經在雷克斯的位置被現存者摧毀，儘管時間旅行者Rip Hunter提到他的行為將使他在相對一年內處於非活動狀態，表明他可能會回歸。在他去世之前，機器人還將他的沙漏交給了雷克斯·泰勒，希望雷克斯·泰勒能夠重建他。該機器人短暫地使用了別名“Matthew Tyler”，並且通常被簡單地稱為“Tyler”。

## 資料來源
1. ↑  Cowsill, Alan; Irvine, Alex; Korte, Steve; Manning, Matt; Wiacek, Win; Wilson, Sven. . DK Publishing. 2016: 145. ISBN 978-1-4654-5357-0.
2. ↑  Mitchell, Kurt; Thomas, Roy. . TwoMorrows Publishing. 2019: 25. ISBN 978-1605490892.
3. ↑  Benton, Mike. . Dallas: Taylor Publishing Company. 1992: 146  [April 8, 2020]. ISBN 0-87833-808-X.